# Leonard James Wall
Leonard James Wall (* 27. September 1924 in Windsor, Ontario; † 5. März 2002 in Toronto) war Erzbischof von Winnipeg.

## Leben
Leonard Wall empfing am 11. Juni 1949 die Priesterweihe. Der Erzbischof von Toronto James Charles Kardinal McGuigan berief ihn 1951 zu seinem Sekretär. 1954 wurde Wall Professor am Augustinerseminar in Toronto, was er bis 1969 blieb. Ab 1964 war er gleichzeitig Vizerektor. Er nahm auch weitere zahlreiche Aufgaben in der Gemeinde wahr, vor allem im Bereich Bildung und Mission. 1969 wurde er Generalvikar des Erzbistums Toronto.
Papst Johannes Paul II. ernannte Wall am 3. Mai 1979 zum Weihbischof in Toronto und zum Titularbischof von Leptiminus. Die Bischofsweihe spendete ihm am 21. Juni desselben Jahres Gerald Emmett Carter, Erzbischof von Toronto und nur wenige Tage später zum Kardinal ernannt. Mitkonsekratoren waren Philip Francis Pocock, emeritierter Erzbischof von Toronto, und Aloysius Matthew Ambrozic, Weihbischof in Toronto. Am 25. Februar 1992 ernannte ihn Johannes Paul II. schließlich zum Erzbischof von Winnipeg. Wall wurde währenddessen erster Kanzler des St. Paul's College der Universität von Manitoba. 1998 wurde er für sein früheres Engagement im Erzbistum Toronto mit dem Caritas Award ausgezeichnet. Am 7. Juni 2000 nahm Papst Johannes Paul II. sein altersbedingtes Rücktrittsgesuch an.
Wall kehrte anschließend nach Toronto zurück. Er zog ins Augustinerseminar, wo er früher Professor war. Dort starb er im März 2002 im Alter von 77 Jahren.